# Mercury (azienda)
Mercury è stato un marchio automobilistico statunitense fondato nel 1939, che ha fatto parte del gruppo Ford fino al 2011. Il suo nome venne derivato dalla divinità romana Mercurius, infatti il primo simbolo della casa automobilistica rappresentava il dio Mercurio, omonimo anche del pianeta del nostro sistema solare. 

## Storia

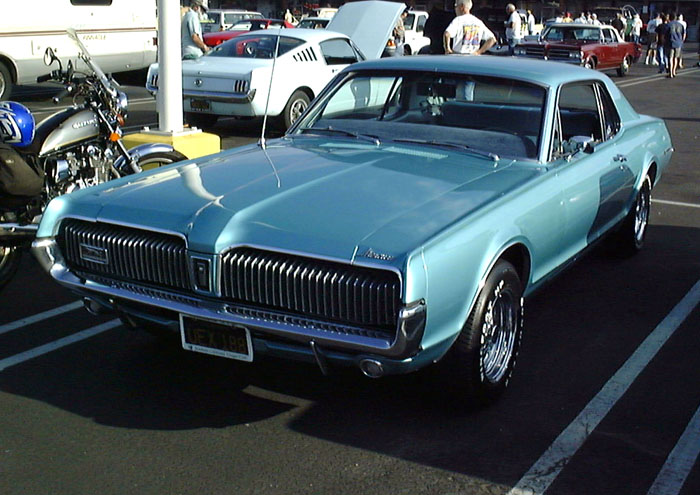
Mercury Cougar

Come altre case automobilistiche statunitensi, anche la Ford decise di affidarsi a vari marchi diversi per le autovetture prodotte, in base al target di pubblico da raggiungere. La Mercury venne così piazzata sul mercato quale modello intermedio tra le Ford di base e le lussuose Lincoln, in quasi diretta concorrenza con il marchio Buick di proprietà della General Motors.
Uno dei modelli indubbiamente di maggior successo della casa fu la Cougar prodotta dal 1967 fino al 1973 sulla stessa base di un altro famoso modello del gruppo Ford, la Mustang, poi con altre varie versioni sino al 2002 (venduta negli ultimi anni, al di fuori degli Stati Uniti, anche come Ford Cougar).
La produzione Mercury raggiunse un picco di 480.000 autovetture prodotte nel 1993 per decrescere progressivamente sino ai livelli degli ultimissimi anni, cioè circa 200.000 unità annue realizzate. Il presidente di Ford Nord America Mark Fields il 2 giugno 2010 ha comunicato la definitiva chiusura del marchio Mercury a partire dall'ultimo trimestre 2010.

## Modelli

### Correnti

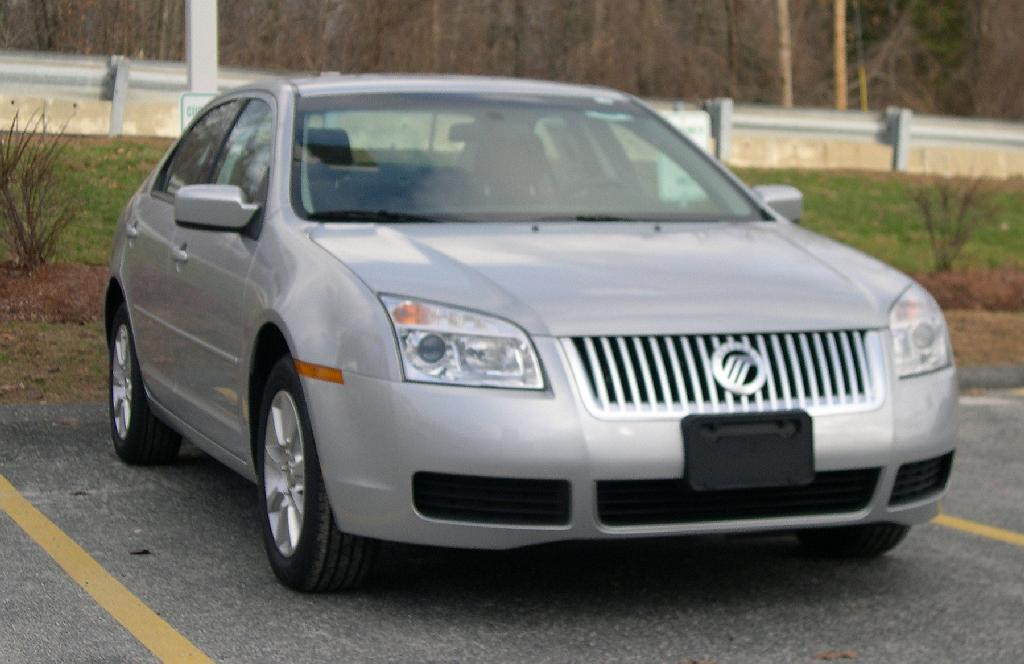
Mercury Milan

- Mercury Grand Marquis (1983-2011)
- Mercury Mariner (2005-2010)
- Mercury Milan (2005-2010)
- Mercury Mountaineer (1997-2010)

### Recenti
- Mercury Cougar (1967-1997, 1999-2002)
- Mercury Marauder (1969-1970, 2003-2004)
- Mercury Montego (1968-1976, 2005-2007)
- Mercury Monterey (1952-1974, 2003-2006)
- Mercury Sable (1986-2005, 2007-2009)
- Mercury Villager (1993-2002)

### Passati
- Mercury Bobcat (1975-1980)

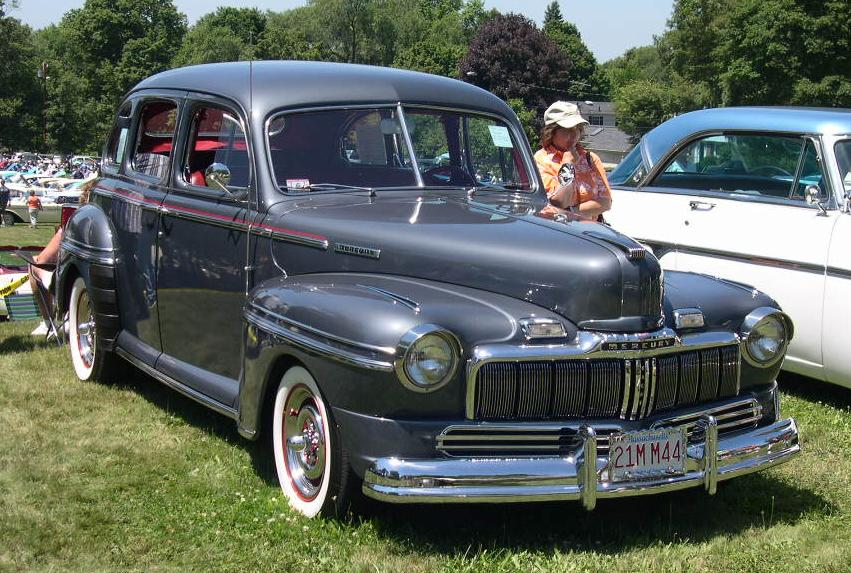
Mercury Sedan del 1946

- Mercury Capri (1970-1977, 1979-1986 e 1991-1994)
- Mercury Colony Park (1957-1991)
- Mercury Comet (1960-1969 e 1971-1977)
- Mercury Commuter (1957-1968)
- Mercury Custom (1952-1956)
- Mercury Cyclone (1968-1971)
- Mercury Eight (1939-1951)
- Mercury LN7 (1982-1983)
- Mercury Lynx (1981-1987)
- Mercury M-Series (1946-1968, Canada)
- Mercury Marquis (1967-1986)
- Mercury Medalist (1955-1956)
- Mercury Meteor (1961-1963)
- Mercury Monarch (1975-1980)
- Mercury Montclair (1955-1960, 1964-1968)
- Mercury Mystique (1995-2000)
- Mercury Park Lane (1958-1960, 1964-1968)
- Mercury S-55 (1962–1963, 1966–1967)
- Mercury Topaz (1984-1994)
- Mercury Tracer (1988-1999)
- Mercury Turnpike Cruiser (1957-1958)
- Mercury Voyager (1957–1958)
- Mercury Zephyr (1978-1983)

### Concept cars
- Mercury Messenger
- Mercury Meta One